# Remigia frugalis
Remigia frugalis är en fjärilsart som beskrevs av Fabricius 1775. Remigia frugalis ingår i släktet Remigia och familjen nattflyn. Inga underarter finns listade.

## Bildgalleri

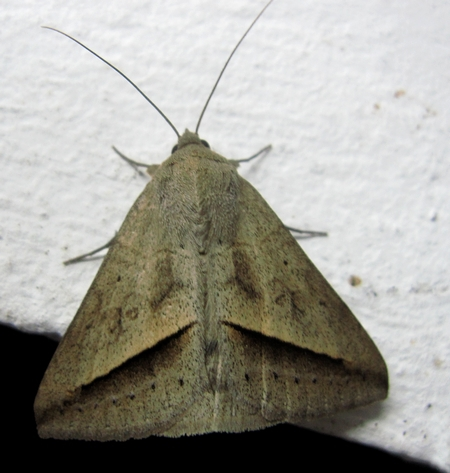
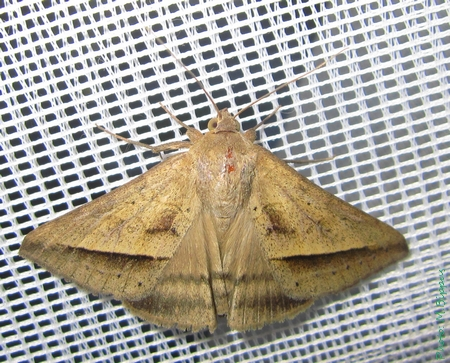